# Pachylaelapidae
Pachylaelapidae är en familj av spindeldjur. Pachylaelapidae ingår i ordningen kvalster, klassen spindeldjur, fylumet leddjur och riket djur.